# در کوچه‌های عشق
در کوچه‌های عشق فیلمی به کارگردانی و نویسندگی خسرو سینایی محصول سال ۱۳۶۹ است.

## خلاصه داستان
جوانی بیست و چند ساله که در آغاز جنگ همراه خانواده اش از آبادان مهاجرت کرده است، پس از پایان جنگ با پدرش به آبادان بازگشته و با دیدن شهر و خانه‌شان که ویران شده، در بازگشت قطعی به شهر مردد است. طی روزهایی که پدر برای ترمیم خانه ویرانشان اقدام می‌کند. جوان که در کوچه‌های خالی شهر تنهاست به دوستان کودکیش و بازی و عشق‌ها و شیطنت‌هایشان می‌اندیشد. پیرمردان صبوری را ملاقات می‌کند که همه مصائب جنگ را تحمل کرده‌اند و در شهر مانده‌اند و بالاخره شاهد حقارتی می‌شود که مهاجران در شهرهای دیگر برخود تحمیل کرده‌اند. جوان بالاخره تصمیم به بازگشت قطعی می‌گیرد. در آبادان، از کودکان دیروز، آنها که مانده‌اند، جوان و شکوفا شده‌اند و کودکان امروز میان ویرانی‌ها به بازی می‌پردازند و زندگی همچنان ادامه دارد.

## بازیگران
- مهدی احمدی
- یوسف جوکار
- بهرام زندی
- محمدابراهیم جعفری
- حمید فرخ‌نژاد
- لوون هفتوان
- بهناز رودانی
- علی گله دری
- رضا پژوهی
- عبدالرضا باغبان